# اخراج‌شده (فیلم)
اخراج‌شده (انگلیسی: Kicked Out) یک فیلم کمدی صامت کوتاه به کارگردانی فرد فیشبک است که در سال ۱۹۱۸ منتشر شد.

## بازیگران
- هارولد لوید
- اسناب پالرد
- ببه دنیلز
- هلن گیلمور
- سمی بروکس
- لایج کانلی
- ماروین لوبک
- بل میچل
- جیمز پروت
- دوروثیا والبرت